# Halle (Holzmindeni járás)
Halle település Németországban, azon belül Alsó-Szászország tartományban. Lakosainak száma 1513 fő (2023. december 31.).

## Népesség
A település népességének változása:
| Lakosok száma | 1528 | 1513 | 1487 | 1483 | 1502 | 1513 |
|               | 2016 | 2017 | 2019 | 2021 | 2022 | 2023 |